# Чудо (филм из 2017)
Чудо (енгл. Wonder) амерички је драмски филм из 2017. године у режији Стивена Шбоскија, по сценарију Џека Торна, Стивена Конрада и Шбоскија. Темељи се на истоименом роману Р. Х. Паласио. У филму глуме: Џулија Робертс, Овен Вилсон, Џејкоб Тремблеј, Ноа Џуп, Изабела Видовић, Брајс Гејсар и Дејвид Дигс. Прати дечака са синдромом Тичер Колинса који покушава да се уклопи.
Премијерно је приказан у Регенси вилиџ театру 14. новембра 2017. године. Добио је позитивне критике од критичара и публике, уз похвале за Тремблеја и Робертсову, режију, сценарио, музику и верност роману Паласиове. Зарадио је 306 милиона долара широм света, наспрам буџета од 20 милиона. Номинован је за Оскара за најбољу шминку и фризуру. Спиноф наставак/преднаставак, Бела птица: Прича о чуду, биће премијерно приказан 14. октобра 2022. године, док ће Гејсар поновити своју улогу.

## Радња
Огаст је десетогодишњи дечак који мора да живи с тешким генетским поремећајем због којег од рођења има унакажено лице и главу. Након 28 операција због којих никад није могао нормално похађати школу, с десет година га родитељи ипак уписују у пети разред Основне школе Бичер. Он креће у школу с пуно страха и неверице, а плаши се како ће свакодневно бити изложен погледима, згражавању и коментарима својих школских пријатеља.

## Улоге
| Глумац              | Улога            |
| ------------------- | ---------------- |
| Џејкоб Тремблеј     | Огаст Пулман     |
| Ноа Џуп             | Џек Вил          |
| Џулија Робертс      | Изабел Пулман    |
| Овен Вилсон         | Нејт Пулман      |
| Изабела Видовић     | Оливија Пулман   |
| Менди Патинкин      | господин Тушман  |
| Дејвид Дигс         | господин Браун   |
| Соња Брага          | бака             |
| Данијела Роуз Расел | Миранда Навас    |
| Наџи Џетер          | Џастин Холандер  |
| Брајс Гејсар        | Џулијан Албанс   |
| Мили Дејвис         | Самер Досон      |
| Ел Макинон          | Шарлот Коди      |
| Никол Оливер        | Аманда Вил       |
| Кристал Лоу         | Мелиса Албанс    |
| Стив Бачић          | господин Албанс  |
| Али Либерт          | госпођица Петоза |